# AKINA (1999年生の歌手)
AKINA（アキナ、1999年11月23日 - ）は、アメリカ出身の日本の歌手、ダンサー、シンガーソングライター。ガールズグループ・FAKYの元メンバー。

## 来歴
1999年11月23日、アメリカのカリフォルニアに生まれる。幼少期を沖縄で過ごした後、アメリカ各地を転々としながら育った。
2005年、6歳の時に歌とダンスのレッスンを開始し、バレエ、ジャズ、ヒップホップ、コンテンポラリーなどの幅広いジャンルのダンスを習得した。
2015年10月、15歳の時にエイベックス・マネジメントに所属する日本の女性ダンスボーカルグループ「FAKY」に加入。
2017年11月2日に発売されたニンテンドー3DSのゲームソフト『Girls Mode 4 スター☆スタイリスト』の英語版である、『Style Savvy: Styling Star』、及び『Nintendo Presents: New Style Boutique 3 - Styling Star』にて、Yolanda Artemisia役の声優を担当し、6曲のサウンドトラックに参加。
2019年5月7日、メンバーのLil' Fangと共に、ラッパーのZeebraが主宰を務めるヒップホップ専門インターネットラジオ局WREPの番組「ゴジレプ」の火曜日のメインパーソナリティーに抜擢された。同年10月7日からは、後継番組である「ロクレプ」の火曜日のメインパーソナリティーを担当。
2020年11月27日、イギリス人シンガーソングライターのシャウラによる楽曲をカバーした1stシングル「Touch」をデジタルリリースし、ソロデビュー。
2020年12月18日、自身が初の作詞作曲を手掛けた2ndシングル「Gravity」をデジタルリリース。
2021年2月12日、賛美歌のカバーとなる3rdシングル「Amazing Grace」をデジタルリリース。本作は吉永小百合主演映画『いのちの停車場』の特報に使用された。
2021年10月15日、自身が作詞作曲を手掛けた4thシングル「Stupid, Careless, Dumb」をデジタルリリース。
2021年10月27日、初の日本語曲となる5thシングル「FUTURE」をデジタルリリース。翌日にはアメリカの音楽雑誌『Rolling Stone』のTwitchにて、日本人女性アーティスト初となる生配信ライブを実施した。
2024年1月13日、KT Zepp YokohamaにてFAKYのラストライブ『FAKY ONEMANLIVE 2023 -DEPARTURE-』が開催され、FAKYが活動を休止。
2024年2月3日より、ガールズグループ・Gen1esを輩出したタイと中国のオーディション番組『創造営2024』に出演するも、第7回で脱落。
2024年7月30日、FAKYが解散を発表。翌日、エイベックス・マネジメントからの退所を発表。

## 人物
アメリカと日本のハーフ。血液型はA型。
キャッチコピーは「ヘルシースタイルが魅力のカリフォルニアガール」。
座右の銘は英語で「人生は一度きり」という意味の「You only live once」を略したスラング「YOLO」。
抜群のダンススキルと歌唱力から、FAKYではメインダンサーとリードボーカルを務めており、センターポジションを任されることも多かった。

## 作品

### シングル
1. Touch（2020年11月27日）[5]
2. Gravity（2020年12月18日）[6]
3. Amazing Grace（2021年2月12日） - 映画『いのちの停車場』特報使用曲[7]
4. Stupid, Careless, Dumb（2021年10月15日）[8]
5. FUTURE（2021年10月27日）[9]

### フィーチャリング
- Shining / YAMATO feat. Anna & Akina (from FAKY)（2017年4月26日）[13]
- My Revolution / FEMM feat. Akina, Anna & Mikako (from FAKY)（80s / 90s J-POP REVIVAL、2017年10月18日）[14]
- Everlasting Eternity / The Burning Deadwoods feat. AKINA（2021年10月6日）[15]
- チキチキバンバン/ QUEENDOM（2022年5月20日） - テレビアニメ『パリピ孔明』のオープニングテーマ[16]

### サウンドトラック
- ゲーム『Girls Mode 4 スター☆スタイリスト』英語版（未発売）
  - Wings / Yolanda Artemisia CV: Akina (from FAKY)
  - Beautiful / Yolanda Artemisia CV: Akina (from FAKY)
  - Make Me Glow / Yolanda Artemisia CV: Akina (from FAKY)
  - Glowing Moon / Yolanda Artemisia CV: Akina (from FAKY)
  - Ring a Ding / Rosie Mayfield CV: ケリー・プレイサー, Yolanda Artemisia CV: Akina (from FAKY) & Alina Golding CV: KOTO
  - Bravo / Rosie Mayfield CV: ケリー・プレイサー, Yolanda Artemisia CV: Akina (from FAKY) & Alina Golding CV: KOTO

### ミュージックビデオ
FAKY - YouTubeチャンネル
1. Gravity（FAKY、2020年12月18日）
2. Amazing Grace（FAKY、2021年2月12日）
3. FUTURE（FAKY、2021年10月27日）

## 出演

### ウェブ番組
- RS Sessions（Rolling Stone・Twitch、2021年10月28日、全1回）[9]
- 創造営2024（テンセントビデオ、2024年2月3日 - 4月6日、全10回）

### ラジオ番組
- ゴジレプ（WREP、2019年5月7日 - 10月1日） - 火曜メインパーソナリティー[3]
- ロクレプ（WREP、2019年10月7日 - ） - 火曜メインパーソナリティー[4]

### ゲーム
- Nintendo Presents: New Style Boutique 3 - Styling Star（任天堂、2017年11月24日） - Yolanda Artemisia 役
- Style Savvy: Styling Star（任天堂、2017年12月25日） - Yolanda Artemisia 役

### 連載
- A mellow and heartfelt playlist（DIGLE MAGAZINE、2020年12月18日 - 2021年1月22日、全4回）[17]